# Chipileño
El chipileño, también denominado véneto chipileño; es una variedad lingüística del véneto, una lengua romance (pero considerada por el académico De Cecco como un «dialecto» italiano) perteneciente al grupo galoitálico y originaria de la región del Véneto (en el norte de Italia) que se habla en Chipilo, una localidad dentro del estado mexicano de Puebla.
Los emigrantes italianos empezaron a llegar a la región a finales del siglo XIX, durante el Porfiriato. En aquella época, la escasa escolarización y el analfabetismo generalizado entre las clases italianas más humildes hacía que el uso de las variedades dialectales —exclusivamente orales— de los idiomas italianos regionales, fuera predominante, en el contexto familiar e informal, sobre el idioma italiano. Los italianos que emigraban a México eran principalmente del noreste de Italia, y una gran mayoría hablaba variantes de la lengua véneta. No obstante, aunque el chipileño sea muy próximo a otros dialectos del véneto, es un caso único en México, que se compara con el véneto talian hablado en el sur de Brasil.
A más de 100 años de la llegada de los colonos, el idioma véneto está ampliamente difundido, no solo en Puebla, sino a nivel nacional, contando ya con un estimado de 30 300 hablantes que lo comprenden de forma parcial. El chipileño se suma a otras lenguas alóctonas mexicanas que carecen de estatus oficial, tales como el plódich, el romanés, el euskera, el gallego y el catalán, entre otras no reconocidas que son habladas por unos 6.7 millones de mexicanos.

## Historia
En el año 1868 llegaron inmigrantes italianos a México, principalmente de la comuna de Segusino, a unos 60 km al noroeste de Venecia, momento en el que el contacto con hablantes de la lengua en su tierra natal y en otros lugares se redujo a casi cero. La comunidad mantiene desde entonces su cultura y lengua únicas como enclave lingüístico, en contacto con el mexicano y el español. Aunque la ciudad de Puebla ha crecido hasta casi absorberla, la ciudad de Chipilo permaneció aislada durante gran parte del siglo XX. Así, los chipileños, a diferencia de otros inmigrantes europeos que llegaron a México, no absorbieron la cultura mexicana, conservando la mayor parte de sus tradiciones y su idioma. La variante del idioma véneto hablada por los chipileños se derivó del norteño Traixàn-Fheltrìn-Bełumàt de Segusino, Treviso.
Esta llegada de inmigrantes marcó un capítulo especial en la historia de una lengua alóctona que solo se le compara con lo que ocurrió en el sur de Brasil. La lengua y la cultura se enraizaron en suelo mexicano por el aislamiento que tuvieron con los habitantes locales, de los cuales muchos de ellos hablaban náhuatl y español. Con el transcurso del tiempo, el idioma fue sufriendo influencias del español mexicano y del náhuatl, debido a su contacto con otras comunidades cercanas al sur de la Ciudad de Puebla, aunque en realidad ha sido mínima la alteración del idioma en comparación con la fuerte influencia del italiano sobre el véneto de Italia.
La lingüista estadounidense Carolyn MacKay escribió Cipilo y cipilegno al proponer una escritura para el dialecto véneto que se habla en esta localidad teniendo una fuerte influencia de la lengua italiana al intentar italianizar un topónimo del náhuatl. El escritor Eduardo Montagner, que fue el primero en publicar una novela en véneto chipileño, propuso que el gobierno mexicano incluyera este idioma en el catálogo de lenguas minoritarias, pero aún no lo ha conseguido.

## Descripción lingüística

### Fonología
En chipileño existen 21 consonantes, una consonante más (/x/) que en el véneto de Segusino. Esto se debe a que este fonema sólo se encuentra en préstamos del español, como la palabra naranje 'naranjas'. Las vocales en AFI son las siguientes:
| CONSONANTES | Bilabial | Labiodental | Dental | Alveolar | Alveopalatal | Palatal | Velar |
| ----------- | -------- | ----------- | ------ | -------- | ------------ | ------- | ----- |
| Oclusivas   | p b      |             |        | t d      |              |         | k g   |
| Fricativas  |          | f v         | θ      | s z      |              |         | (x)   |
| Africadas   |          |             |        |          | ʧ ʤ          |         |       |
| Lateral     |          |             |        | l        |              |         |       |
| Rótica      |          |             |        | ɾ        |              |         |       |
| Nasales     | m        |             |        | n        |              | ɲ       |       |
| Semivocales | w        |             |        |          |              | j       |       |

Además, ya no existe la oposición entre /b/ y /v/ entre las generaciones de hablantes más jóvenes por influencia del español.

### Gramática
El véneto chipileño sigue el orden común y particular de las lenguas romances, el sujeto-verbo-objeto. Este se usa en cláusulas declarativas comunes, aunque el sujeto después del verbo es común también. De todos modos, el idioma muestra el orden SVO como el menos marcado y más común.
Los artículos se dividen en definidos e indefinidos. Los artículos definidos de esta variante son: al 'el', i 'los', la 'la', le 'las', mientras que los indefinidos son: an 'un', ni 'unos', na 'una', ne 'unas'. Los pronombres personales independientes en chipileño tienen acento propio. Estos son: mí 'yo', tí 'tú (informal)', vú 'tú (formal)', lú 'él', éla 'ella', nuatri 'nosotros', nuatre 'nosotras', vuatri 'ustedes (masculino)', vuatre 'ustedes (femenino)', luri 'ellos' y ele 'ellas'.

## Escritura
Ha habido varios intentos de establecer un sistema de escritura para el chipileño pero ninguno ha tenido éxito. Un sistema fue creado por Carolyn MacKay, una lingüista estadounidense que llevó a cabo la investigación de postgrado en la Universidad de las Américas, en Cholula. Su sistema propuesto, basado enteramente en el alfabeto italiano, se publicó en un libro titulado Il dialetto Veneto di Segusino e Chipilo. Este sistema ha sido utilizado en algunas publicaciones hechas por chipileños, pero no ha recibido una gran aceptación, debido a las diferencias notables entre el véneto y los fonemas italianos. La mayoría de los hablantes usan el sistema español que aprenden en la escuela, a pesar de que no tienen letras para los sonidos específicos, como la [z](escrito [z] en el véneto de Italia), o la [θ] (escrito [TH] en véneto de Italia), y [ð] (escrito [DH] en véneto de Italia). Sin embargo, Eduardo Montagner ha sugerido la estandarización de un sistema de escritura basado en el alfabeto español.

### Tabla lexicográfica comparativa
A continuación, se reproduce una lista de cognados de varias lenguas romances relacionadas con el dialecto chipileño a diferentes grupos que permiten reconocer los parentescos más cercanos y la evolución fonológica:
| Chipileño | Español    | Italiano  | Véneto    | Talian    |
| --------- | ---------- | --------- | --------- | --------- |
| caŝa      | casa       | casa      | caza      | caza      |
| chipileñi | chipileños | cipilegni | cipiłenji | cipilenji |
| mesicán   | mexicano   | messicano | mesegan   | mesican   |
| mondo     | mundo      | mondo     | mondo     | mondo     |
| ocho      | ojo        | occhio    | ocio      | ocio      |
| silenzhio | silencio   | silenzio  | siłensio  | silensio  |
| spañol    | español    | spagnolo  | spanjoło  | spanjol   |
| taliani   | italianos  | italiani  | tałiani   | talian    |

## Literatura
La novela Al prim (El primero), escrita por Eduardo Montagner Anguiano, es el primer libro en prosa escrito en véneto chipileño. Con esta obra se han dado grandes pasos en la grafización de una lengua minoritaria que estaba en proceso de desaparecer, fue un trabajo conjunto entre las instituciones mexicanas e italianas. Montagner también escribe poesía en chipileño. En 2010, Montagner publicó Ancora fon ora, una recopilación de sus cuentos y poemas en chipileño.